# François Berge
François Berge (Cotlliure, 1779 - 1832) va ser un militar cotlliurenc que participà en bona part de les Campanyes Napoleòniques per Europa. El 1813 fou creat Baró de l'Imperi, i poc després, el 1815, participava com a cap de l'estat major d'artilleria a la batalla de Waterloo. Amb la Restauració mantingué càrrecs i honors, i el 1823 encara va participar en la invasió francesa a Espanya dels Cent Mil Fills de Sant Lluís.